# Liste der Monuments historiques in Saint-Hilaire-le-Grand
Die Liste der Monuments historiques in Saint-Hilaire-le-Grand führt die Monuments historiques in der französischen Gemeinde Saint-Hilaire-le-Grand auf.

## Liste der Immobilien
| Bezeichnung                                       | Beschreibung                                                                                          | Standort                                                      | Kennzeichnung | Schutzstatus | Datum | Bild           |
| ------------------------------------------------- | --- | ------------------------------------------------------------- | ------------- | ------------ | ----- | -------------- |
| Russisch-orthodoxe Kapelle Résurrection-du-Christ | 1937 erbaut, Entwurf und Ausmalung durch Albert Alexandrowitsch Benois; einschließlich der Ikonostase | westlich des Ortes auf dem russischen Soldatenfriedhof (Lage) | PA00078921    | Inscrit      | 1989  | weitere Bilder |

## Liste der Objekte
| Bezeichnung       | Beschreibung          | Standort                        | Kennzeichnung | Schutzstatus | Datum | Bild |
| ----------------- | --------------------- | ------------------------------- | ------------- | ------------ | ----- | ---- |
| Skulptur Christus | Holz, 16. Jahrhundert | in der Kirche St-Hilaire (Lage) | PM51000974    | Classé       | 1911  |      |